# Van Cortlandt Park – 242nd Street (métro de New York)
Van Cortlandt Park – 242nd Street est la station, établie en aérien, terminus nord de la ligne d'infrastructure IRT Broadway-Seventh Avenue du métro de New York. Elle est située à l'intersection West 242nd Street & Broadway à proximité du Van Cortlandt Park, sur les quartiers Riverdale (en) & Fieldston (en), dans l'arrondissement du Bronx, de la ville de New York aux États-Unis.
La station, mise en service en 1908, est desservie 24h/24 par les rames du service desserte Ligne 1 du métro de New York, dont elle est le terminus nord.

## Situation sur le réseau

Plan du métro de New York (2009)

### Infrastructure
Établie en aérien, Van Cortlandt Park – 242nd Street, est la station terminus nord de la ligne d'infrastructure du métro IRT Broadway-Seventh Avenue. En direction du sud elle est suivie par la station 238th Street.

### Service desserte
La station Van Cortlandt Park – 242nd Street est la station terminus nord du service de desserte 1 du métro de New York : elle est située avant la station 238th Street, en direction de la station terminus sud South Ferry – Whitehall Street.

## Histoire
La station 242nd Street, établie en aérien, accueille sa première rame le 30 juillet 1908. Elle est officiellement mise en service le 1er août 1908.

## Services aux voyageurs

### Desserte

installations
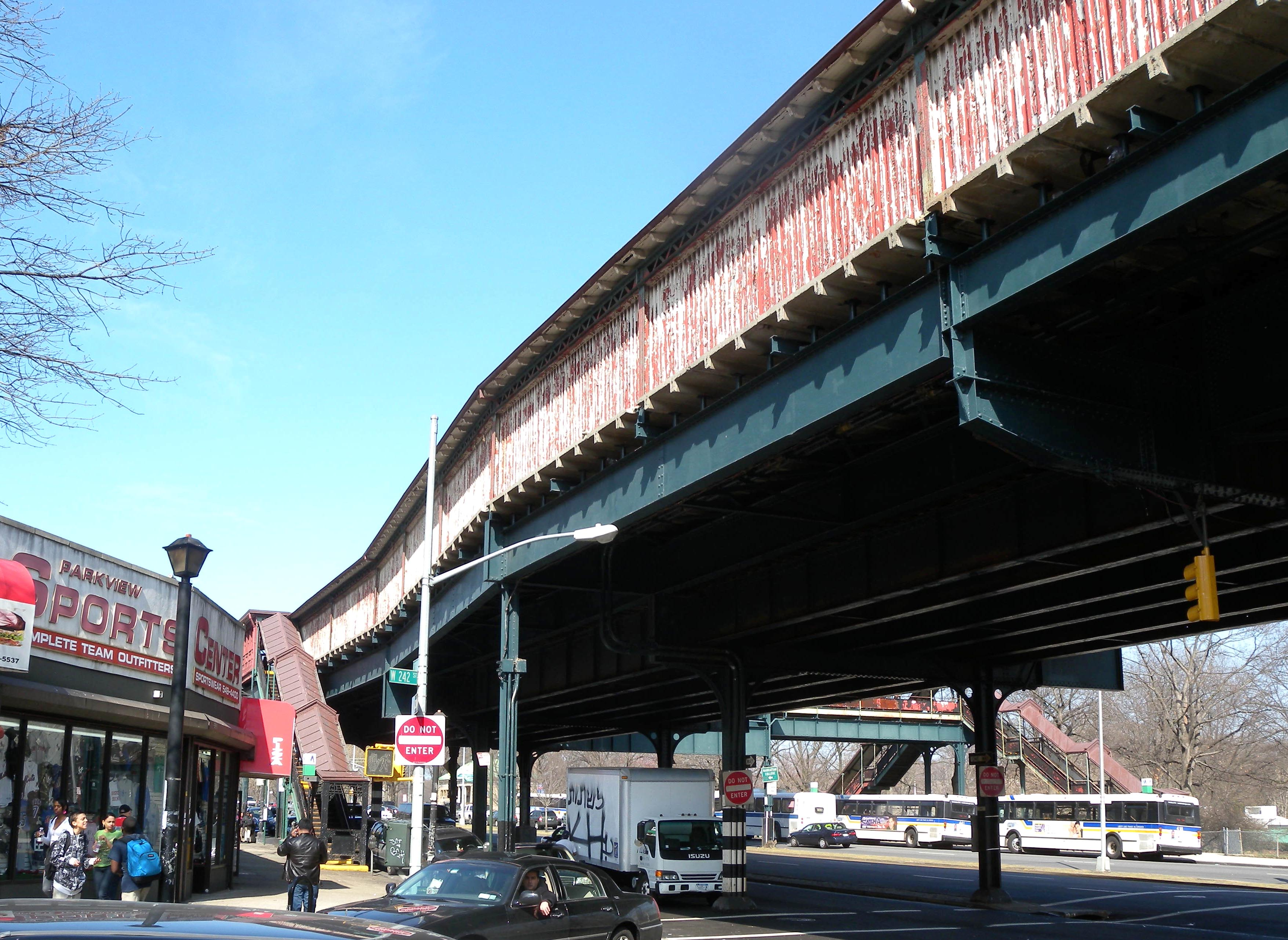
En 2009.
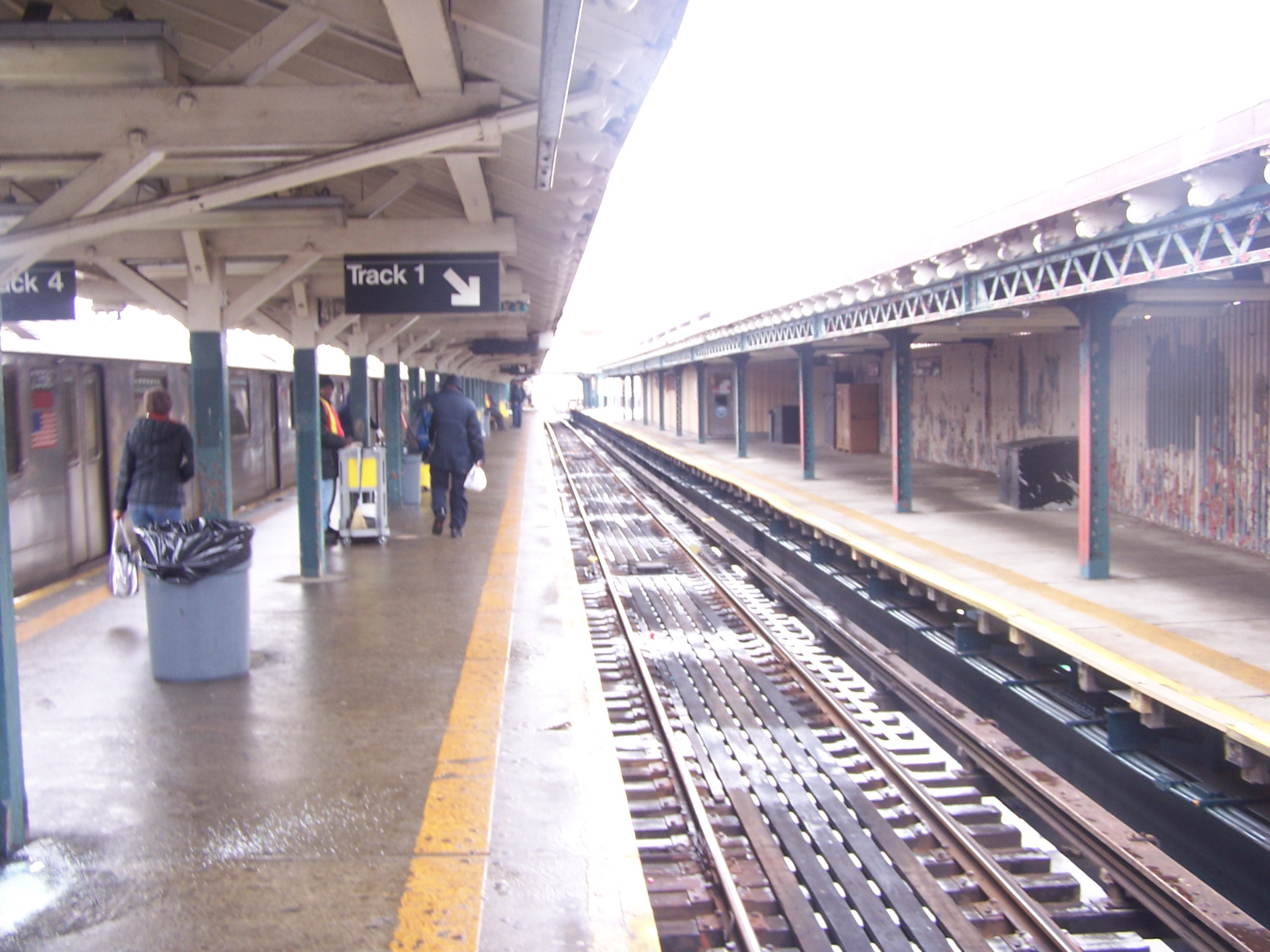
En 2005.
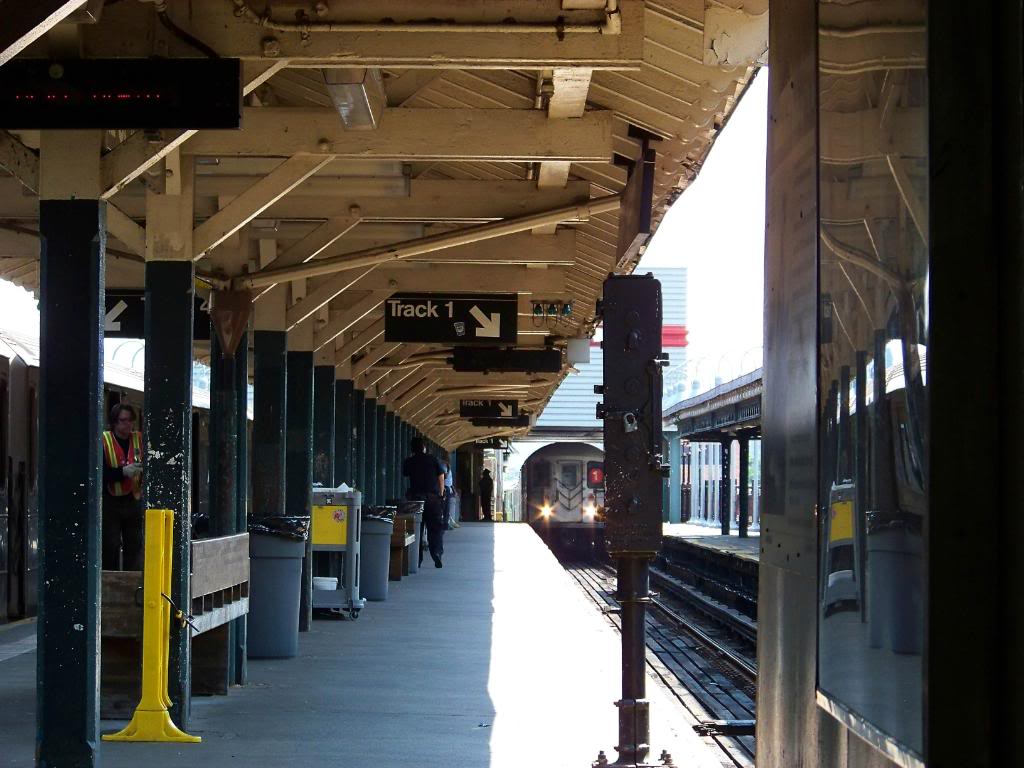
En 2011.